# Siegfried Breuer
Pour les articles homonymes, voir Breuer (homonymie).
Siegfried Breuer, né le 24 juin 1906 à Vienne et mort le 1er février 1954 à Weende, Göttingen, est un acteur, scénariste et réalisateur autrichien qui a été actif de 1939 à 1953.

## Biographie
Siegfried Breuer est le fils du chanteur d'opéra Hans Breuer. Il suit les cours d'art dramatique à l'académie de musique et des arts du spectacle de Vienne. En 1924, il fait ses premiers pas sur la scène à Vienne au Volkstheater. Il joue également par après à Prague et au Deutsches Theater de Berlin.
Après quinze années de scène il fait ses débuts au cinéma dans le film Eins zu Eins (1939), et devient une star avec plus de cinquante films tournés entre 1939 et 1954. En 1950 il dirige, écrit et produit le film Der Schuß durchs Fenster dans lequel il travaille avec Curd Jürgens. Son fils Siegfried Breuer Jr et ses petits-fils Jacques Breuer et Pascal Breuer sont également dans l'industrie du divertissement. 
Breuer se marie six fois et meurt en 1954 à l’âge de 47 ans.

## Filmographie

### Comme acteur
- 1939 : Une mère (Mutterliebe) de Gustav Ucicky
- 1940 : Le Maître de poste
- 1941 : Venus vor Gericht de Hans H. Zerlett :
- 1941 : Le Chemin de la liberté (Der Weg ins Freie) de Rolf Hansen
- 1943 : Dangereux Printemps
- 1944 : Orient-Express de Victor Tourjanski
- 1946 : La Chauve-souris
- 1949 : Le Troisième Homme
- 1950 : Gabriela

### Comme scénariste et réalisateur
- 1950 : Schuß durchs Fenster
- 1950 : Seitensprünge im Schnee
- 1951 : In München steht ein Hofbräuhaus (de)
- 1953 : Das Dorf unterm Himmel (uniquement scénariste)